# Moçambique nos Jogos Paralímpicos
Moçambique participou pela primeira vez nos Jogos Paralímpicos em 2012 em Londres, onde enviou dois atletas para competir nos 100, 200 e 400 metros das classes T11 e T12 do atletismo.
Moçambique nunca participou dos Jogos Paralímpicos de Inverno e nunca ganhou uma medalha paralímpica.

## Resultados
| Nome                | Jogos        | Desporto  | Prova                      | Resultado | Posição                       |
| ------------------- | ------------ | --------- | -------------------------- | --------- | ----------------------------- |
| Pita Bulande        | Londres 2012 | Atletismo | 200 metros T11 – masculino | 26,68     | 4.º na 4.ª etapa; não avançou |
| Pita Bulande        | Londres 2012 | Atletismo | 400 metros T11 – masculino | 57,51     | 4.º na 3.ª etapa; não avançou |
| Maria Elisa Muchavo | Londres 2012 | Atletismo | 100 metros T12 – feminino  | 13,97     | 4.ª na 1.ª etapa; não avançou |
| Maria Elisa Muchavo | Londres 2012 | Atletismo | 200 metros T12 – feminino  | 28,28     | 4.ª na 2.ª etapa; não avançou |
| Maria Elisa Muchavo | Londres 2012 | Atletismo | 400 metros T12 – feminino  | 1:03,68   | 3.ª na 1.ª etapa; não avançou |